# Kalundborgkredsen
Kalundborgkredsen er fra 2007 en opstillingskreds i Sjællands Storkreds.
Kredsen var en opstillingskreds i Vestsjællands Amtskreds fra 1971 til 2006. I 1920-1970 lå opstillingskredsen i Holbæk Amtskreds. Kredsen var en valgkreds i 1849-1918. Fra 1856 til 1970 blev kredsen uofficielt kaldt for Kalundborg-Onsbjerg Kredsen (eller Kalundborg-Samsø Kredsen). I 1971 blev Samsø (med Onsbjerg) afgivet til Skanderborgkredsen i Århus Amtskreds.

## Optillingskreds 1920-nu
Den 8. februar 2005 var der 30.691 stemmeberettigede vælgere i kredsen.
Kredsen rummede i 2005 flg. kommuner og valgsteder::
1. Gørlev Kommune
  1. Gørlev
  2. Kirke-Helsinge
  3. Reersø
  4. Svallerup
2. Hvidebæk Kommune
  1. Jorløse
  2. Lille Fuglede
  3. Rørby
  4. Store Fuglede
  5. Ubby
  6. Værslev
3. Høng Kommune
  1. Buerup
  2. Finderup 1
  3. Finderup 2
  4. Gierslev
  5. Reerslev
  6. Sæby-Hallenslev
  7. Ørslev-Solbjerg
4. Kalundborg Kommune
  1. Kalundborghallen
  2. Raklev
  3. Rynkevang
  4. Røsnæs
  5. Tømmerup
  6. Ulshøj
  7. Årby

### Folketingskandidater pr. 25/11-2018
| Liste | Parti                       | Kandidat | Bemærk                                                          |
| ----- | --------------------------- | --- | --------------------------------------------------------------- |
| A     | Socialdemokratiet           | Rasmus Horn Langhoff |                                                                 |
| B     | Radikale Venstre            | Jeppe Sørensen |                                                                 |
| C     | Det Konservative Folkeparti | Brian Mikkelsen |                                                                 |
| D     | Nye Borgerlige              | Tonny Voldby Pedersen |                                                                 |
| F     | Socialistisk Folkeparti     | |                                                                 |
| I     | Liberal Alliance            | |                                                                 |
| O     | Dansk Folkeparti            | Søren Espersen |                                                                 |
| V     | Venstre                     | Jacob Jensen |                                                                 |
| Ø     | Enhedslisten                | Eva Flyvholm |                                                                 |
| Å     | Alternativet                | Rasmus Nordqvist, Sascha Faxe, Peter Kjær Hansen, Carsten Bering, Joan Gerti Kragh, Lars Birger Nielsen, Claus Jansson, Kristian Gylling, Kirsten Kock, Anne Grete Kamilles, Ulla Munksgaard | Er opstillet i samtlige opstillingskredse i Sjællands Storkreds |

## Valgkreds 1849-1920
Fra 1849 til 1918 var Kalundborgkredsen en valgkreds til Folketinget. Det officielle navn var Holbæk Amts 4. Valgkreds. Kredsen dækkende den nordvestlige del af Holbæk Amt inkl. øerne Samsø og Sejerø. Der var følgende kommuner i kredsen:
- Kalundborg købstad
- De fleste kommuner i Ars Herred:
  - Kalundborg Landsogn
  - Raklev Sogn
  - Røsnæs Sogn
  - Rørby Sogn
  - Ubby Sogn
  - Årby Sogn
  - Tømmerup Sogn
- Sejerø Sogn i Skippinge Herred
- Hele Samsø Herred:
  - Kolby Sogn
  - Besser Sogn - Onsbjerg Sogn[a]
  - Tranebjerg Sogn
  - Nordby Sogn inkl. Kyholm som var udenfor kommuneinddelingen[10]

Kalundborgkredsens valgsted var oprindeligt Kalundborg.
Det var svært for vælgerne på Samsø at komme til valgstedet i Kalundborg, hvilket blev anset for et problem idet samsingerne udgjorde en betragtelig andel af valgkredsens vælgere. Der blev ved det første valg indsat et dampskib til at sejle vælgere fra Samsø til Kalundborg, men det havde ikke plads til alle de som gerne ville med, hvorfor dampskibet ved senere valg blev suppleret med en stor jagt. Ved et valg ankom både dampskibet og jagten til Kalundborg efter valghandlingen var afsluttet. Disse problemer fik i 1855 folketingsmændene N.F. Jespersen (valgt i Kalundborgkredsen) og J.A. Hansen (valgt i Rudkøbingkredsen) til at foreslå en ændring af valgloven, så en afstemning i Kalundborg efterfølgende kunne fortsættes i Onsbjerg på Samsø for de samsiske vælgere som ikke allerede havde stemt i Kalundborg. Lovforslaget blev vedtaget 16. februar 1856, og Kalundborgkredsen var herefter frem til 1901 den eneste danske valgkreds med mere end et afstemningssted. Den blev herefter benævnt som Kalundborg-Onsbjerg-kredsen eller Kalundborg-Samsø-kredsen.
Kredsen var uforandret frem til 1918. Ved folketingsvalget i 1918 blev Svinningekredsen (Holbæk Amts 2. kreds) nedlagt, og kommunerne:
- Bregninge Sogn - Bjergsted Sogn
- Viskinge Sogn - Aunsø Sogn
- Værslev Sogn
- Jorløse Sogn

(alle i Skippinge Herred) blev overført fra Svinningekredsen til Kalundbirgkredsen.
I kredsen blev følgende folketingsmedlemmer valgt:
- P. Povelsen (1791-1850) 4. december 1849 - 14. april 1850 (Povel) døde (II, s. 139)
- Christian Tuxen (1797-1850) 28. maj 1850 - 27. november 1850 (døde) (II, side 249)
- Chr. Øllgaard (1804-1852) 7. januar 1851 - 4. august 1852 (Christian) (II, side 277-278)
- Otto F. Suenson (1810-1888) 4. august 1852 - 26. februar 1853 (Fredrik) (II, s. 219-220)
- J.J. Nielsen (1814-1887) 26. februar 1853 - 1. december 1854 (Jørgen Jacob) (II, s. 86)
- N.F. Jespersen (1798-1862) 1. december 1854 - 14. juni 1858 (Niels Frederik) (I, s. 266)
- Adolph Conradt-Eberlin (1822-1903) 14. juni 1858 - 14. juni 1861 (I, s. 131)
- Reinhold Jensen (1827-1888) 14. juni 1861 - 7. april 1864 (I, s. 239-240)
- Christopher Krabbe (1833-1913) 7. juni 1864 - 25. juni 1884 (I, s. 303-304)
- Andreas Sørensen (1848-1933) 25. juni 1884 - 9. april 1895 (II, s. 223)
- Christopher Krabbe (1833-1913) 9. april 1895 - 7. juli 1910 (I, s. 303-304)
- Ove Rode (1867-1933) 7. september 1910 - 22. april 1918 (II, s. 163)

Desuden blev Christopher Krabbe valgt til Rigsrådets Folketing ved valgene i 1864 og 1865 (I, s. 303-304)
Kilderne er anført i parentes og henviser til bind og sidetal i Rigsdagens medlemmer gennem hundrede aar 1848-1948.

## Notelist
1. ↑  Besser-Onsbjerg Sognekommune blev opdelt i Besser Sognekommmune og Onsbjerg Sognekommune i 1868.[9]
2. ↑  Ved folketingsvalget i 1849 var 1022 ud af i alt 2409 vælgere i valgkredsen fra Samsø inkl. Kyholm.[8]